# 第三次马其顿战争
第三次馬其頓戰爭（Third Macedonian War，前171年─前168年）是羅馬共和國與馬其頓安提柯王朝國王珀爾修斯之間的戰爭。前179年，馬其頓國王腓力五世逝世，他天才及有野心的兒子珀爾修斯繼承王位。珀爾修斯與亞洲塞琉古帝國塞琉古四世的女兒勞迪科（Laodike）結婚，並且增加他軍隊的規模。他也與伊庇魯斯及伊利里亞與色雷斯的一些部族結為同盟。這些部落則是與如阿布魯普里士統治的撒帕伊亞等等與羅馬同盟的色雷斯部族為敵。他恢復過去與一些希臘城邦之間的連結。珀爾修斯國王宣稱他將會帶起希臘的革新並回復過去的強盛與繁榮。
羅馬人開始擔心珀爾修斯會破壞羅馬在希臘地區的政治控制力，並且恢復過去馬其頓帝國對希臘城邦的統治權。討厭馬其頓的帕加馬國王歐邁尼斯二世指責珀爾修斯企圖破壞其他城邦的法律，並且破壞馬其頓與羅馬之間的和平狀態。羅馬人擔心希臘的權力平衡被破壞，於是向馬其頓宣戰。珀爾修斯於在拉里薩面對普布利烏斯·李錫尼·克拉蘇的軍隊。這第一場戰鬥，即卡利基努斯戰役，由珀爾修斯獲得勝利。珀爾修斯並沒有趁勝追擊。相反的，他向羅馬提出訂定和平條約的請求，但是被羅馬拒絕了。羅馬軍隊長期都有訓練上的問題，羅馬的指揮官無法成功地帶軍進入馬其頓的國土內。
在此同時，珀爾修斯在伊利里亞對抗另一支羅馬軍隊。馬其頓國王想要爭取帕加馬國王歐邁尼斯二世與塞琉古帝國安條克四世的支持，但是他失敗了。前169年，執政官昆圖斯·馬爾基烏斯·菲利普斯穿過奧林匹斯山成功進入馬其頓。然而他的軍隊卻在接下來首次與敵軍會面的時候因為太累而無法戰鬥。最終，珀爾修斯於前168年6月22日的彼得那戰役被羅馬執政官盧基烏斯·埃米利烏斯·保盧斯·馬其頓尼庫斯的軍隊打敗。珀爾修斯的王位被廢，並被帶至羅馬。馬其頓被分成四個羅馬附屬的共和國。這些附屬共和國必須交稅給羅馬，但是不用交過去珀爾修斯時代那樣多的稅收。馬其頓與希臘城邦之間經濟與政治的聯繫被裁減了。此外，羅馬從馬其頓領導人家庭中，帶走了數百名成員當作囚犯，其中包括歷史學家波利比奧斯。這也是希臘化的馬其頓與安提柯王朝政體的結束，雖然羅馬在前146年再度回到馬其頓來象徵性地毀滅科林斯（見第四次馬其頓戰爭），就如同他們在第三次布匿戰爭那樣毀滅迦太基一樣。

## 參照
- 馬其頓戰爭
- 第一次馬其頓戰爭
- 第二次馬其頓戰爭
- 第四次馬其頓戰爭